# Álvarez Jonte (Buenos Aires)
Álvarez Jonte  es una localidad del extremo este de la provincia de Buenos Aires, Argentina, cerca de la ciudad capital de la provincia de Buenos Aires: La Plata, en el partido de Punta Indio.

## Población
Cuenta con 38 habitantes (Indec, 2010), lo que representa un leve descenso del 5% frente a los 40 habitantes (Indec, 2001) del censo anterior.
| Gráfica de evolución demográfica de Álvarez Jonte entre 1991 y 2010 |
|                                                                     |
| Fuente: Censos nacionales del INDEC                                 |

## Toponimia
Recibe su nombre en homenaje al político Antonio Álvarez Jonte.

## Instituciones
Club Social Y Deportivo Álvarez Jonte, fundado el 3 de febrero de 1946.
En la sede de dicho club una vez al mes se arman los conocidos Bailes Gauchos de Jonte, donde acude gente de los pueblos vecinos y se comienza a disfrutar desde temprano con empanadas y vino tinto para luego pasar al baile donde los gauchos demuestran sus habilidades con la Chacarera, el Chamamé y La Zamba.